# Izabella Scorupco
Izabella Scorupco (n. Izabela Dorota Skorupko; n. 4 iunie 1970, Białystok, Polonia) este o actriță, cântăreață și model polonez. A jucat rolul fetei Bond Natalya Simonova din filmul GoldenEye din seria James Bond.

## Filmografie
| An   | Titlu                            | Rol                  | Note                                         |
| ---- | -------------------------------- | -------------------- | -------------------------------------------- |
| 1988 | Ingen kan älska som vi           | Annelie              |                                              |
| 1991 | Bert                             | Zindy Dabrowski      |                                              |
| 1991 | V som i viking                   | The Single Mother    | TV mini-series                               |
| 1995 | Det var en mörk och stormig natt | Petronella           | Short                                        |
| 1995 | Petri Tårar                      | Carla                |                                              |
| 1995 | GoldenEye                        | Natalya Simonova     |                                              |
| 1999 | With Fire and Sword              | Helena Kurcewiczówna |                                              |
| 2000 | Dykaren                          | Irena Walde          |                                              |
| 2000 | Vertical Limit                   | Monique Aubertine    |                                              |
| 2002 | Reign of Fire                    | Alex Jensen          |                                              |
| 2004 | Exorcist: The Beginning          | Sarah                |                                              |
| 2005 | Alias                            | Sabina               | serial TV, sezonul 4, episodul 15: „Pandora” |
| 2007 | Cougar Club                      | Daniella Stack       |                                              |
| 2007 | Solstorm                         | Rebecka Martinsson   |                                              |
| 2010 | Änglavakt                        | Cecilia              |                                              |
| 2014 | Micke & Veronica                 | Veronica             |                                              |
| 2015 | Sleepwalker                      |                      |                                              |

## Legături externe
- Izabella Scorupco la Internet Movie Database